# Šid
Šid (v srbské cyrilici Шид, maďarsky Sigfalva) je město na západě srbské Vojvodiny, v Sremském okruhu. Podle sčítání lidu z roku 2002 mělo 16 311 obyvatel. 

## Poloha a přírodní poměry
Město se nachází v nadmořské výšce 104 m jako nejzápadnější na území Sremu v Srbsku. Nachází jižně od koryta Dunaje, jihozápadně od západního okraje pohoří Fruška Gora a severně od řeky Sáva. 

## Historie
Město vzniklo nejspíše[zdroj?] během kolonizace Vojvodiny po ústupu Turků v 18. století. Stejně jako řada dalších měst, která vznikla během obnovy jižní hranice Habsburské monarchie, i Šid vznikl jako sídlo s pravoúhlou sítí ulic vytvořenou podle předem známého plánu. Byl součástí tzv. Vojenské hranice, tedy speciálního území, které se nacházelo na jižním pohraničí Habsburské monarchie s Osmanskou říší. Její součástí bylo město až do roku 1745. Poté bylo integrální součástí Rakouska a později Rakousko-Uherska. Hranice nicméně probíhala jen několik kilometrů jihozápadně od Šidu (již nedaleká obec Adaševci byla za ní). V roce 1773 získal Šid právo pořádat vlastní trhy a také získal statut města. Na mapách prvního vojenského mapování má podobu víceméně neorganizovaného sídla, resp. větší vesnice a je uvedeno pod poněmčeným názvem Schid. 
Již na počátku 19. století se jednalo o větší sídlo v oblasti mezi Sremskou Mitrovicí a Vukovarem. Již na mapách vojenského mapování druhého byla obec přeuspořádána do sítě pravoúhlých ulic typických pro dolnouherská města. Z ní se vymykala pouze hlavní silnice a prostor okolo kostela, kde existovaly starší stavby, které nebyly strženy. Okolní pole byla rovněž uspořádána podle této sítě. Získala pravidelnou šířku s cestami o stejném rozestupu 
Obyvatelstvo je zde etnicky smíšené; přestože většinově zde žijí Srbové, lze se setkat v Šidu i s menšinami Chorvatů, nebo Slováků (tzv. Dolnozemští Slováci). Při vzniku sídla sem přišli také do značné míry i Rusíni z oblasti dnešní Zakarpatské oblasti. V roce 1885 spadal pod volební obvod obce Erdevik. V roce 1910 mělo město dle posledního sčítání lidu v rámci Rakousko-uherska již srbskou etnickou většinu.
Až do roku 1945 bylo město formálně součástí Chorvatska (i v rámci Království Jugoslávie). V roce 1921 mělo 5863 obyvatel. Během druhé světové války patřilo pod NDH a došlo zde k několika zločinům ustašovského režimu proti civilnímu obyvatelstvu. Během osvobozování oblasti na konci konfliktu na přelomu zimy a jara 1945 zuřily o Šid těžké boje a mezi Němci a partyzány s podporou Rudé armády docházelo k častému střídání o město. Po skončení války bylo stanoveno, že nová hranice mezi Chorvatskem a Srbskem povede západně od města Šid, a nedaleký Tovarnik bude už na chorvatském území. Stanovení společné hranice bylo předmětem sporu mezi delegacemi Chorvatska a Vojvodiny a bylo řešeno speciální komisí.
Po roce 1995 a skončení chorvatské války za nezávislost se jistý počet obyvatel chorvatské národnosti vystěhoval ze Šidu.[zdroj?]
V roce 2015 bylo jedním z míst, kde během evropské migrační krize uprchlíci z Afriky a Blízkého východu překračovali srbskou, resp. chorvatskou hranici. Stalo se tak v září 2015, kdy Maďarsko postavilo hraniční plot a Balkánská trasa se přesunula na území Chorvatska. Jen první den po uzavření maďarské hranice přes hraniční přechod Šid–Tovarnik přešlo 9000 lidí.

## Kultura

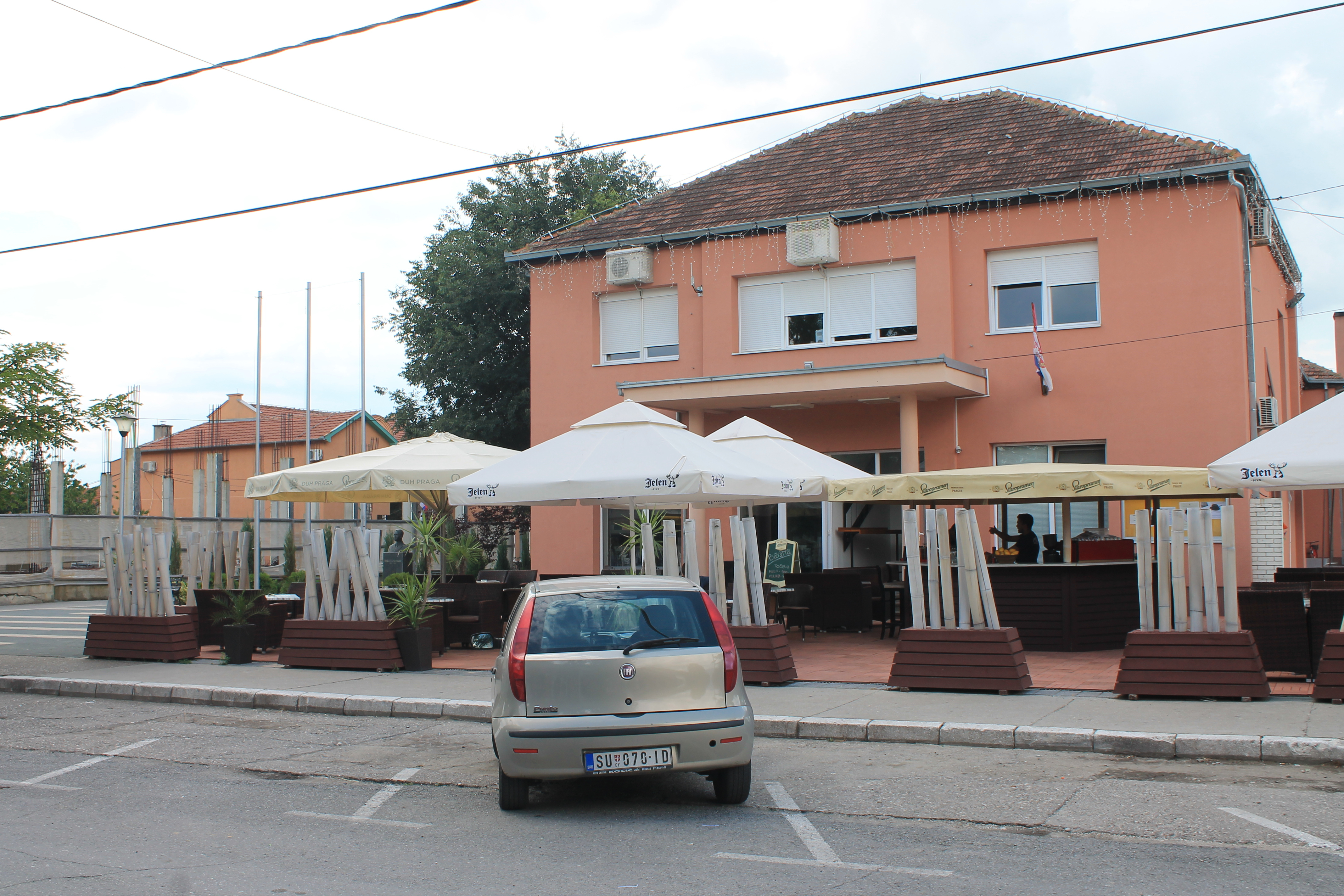
Dům kulturního centra.

Ve městě stojí pamětní dům Savy Šumanoviće (srbsky Spomen kuća Save Šumanovića). Hlavní kulturní institucí ve městě je Kulturně-vzdělávací centrum Šid (srbsky Kulturno-prosvetni centar Šid). Dále zde stojí galerie naivního umění.
Ve městě jsou pořádána pravidelná tzv. Višnjićova literární setkání.
Místní pravoslavný kostel je zasvěcen svatému Mikulášovi (srbsky Crkva svetog Nikole). Je zde také i slovenský evangelický kostel. 

## Ekonomika
Okolí města je v Srbsku známé pěstováním vinné révy, obyvatelstvo je zaměstnáno v potravinářském průmyslu. V průmyslové zóně na jižním okraji města stojí závod společnosti Viktoria Oil. 

## Doprava
Šid je menším dopravním uzlem. Představuje poslední zastávku železničního i dálničního spojení Záhřeb-Bělehrad, které se nachází na území Srbska. Nachází se zde také severní konečná stanice trati Bijeljina–Šid. Jižně od města je vedena dálnice A1 spojující Záhřeb a Bělehrad. 
Výhledově by měla být zrekonstruována železniční trať a vybudován obchvat města.

## Známé osobnosti
- Sava Šumanović, malíř. Dochován je i jeho historický dům.[3]
- Iso Velikanović (1869-1940), chorvatský spisovatel
- Jovan Ličina (1930–2002), chorvatský herec
- Petar Fajfrić (1942-2021), jugoslávský házenkář